# Jane Fauntz
Jane Fauntz   (Nova Orleans, 19 de desembre de 1910 - Escondido, 30 de maig de 1989), també coneguda pel seu nom de casada Jane Manske, fou una nedadora i saltadora estatunidenca que va competir durant les dècades de 1920 i 1930.
Fauntz va néixer a Nova Orleans, però es va criar a Chicago, on va estudiar a la Hyde Park High School. De nena no va poder practicar la natació perquè ho tenien prohibit a Illinois. Començà d'adolescent i ben aviat va destacar amb diversos rècords mundials en els 100 metres i 110 iardes braça. El 1928, amb 17 anys, va prendre part en els Jocs Olímpics d'Amsterdam, on fou eliminada en semifinals dels 200 metres braça del programa de natació. El 1929 guanyà dos campionats de l'Amateur Athletic Union, el de trampolí d'un metre i 100 metres braça. El 1932, als Jocs de Los Angeles, guanyà la medalla de bronze en la competició de trampolí de 3 metres del programa de salts.
En acabar els Jocs es dedicà a fer de model, participant en nombrosos anuncis i actuant en exhibicions aquàtiques. Va sortir en portada del Life i Ladies Home Journal. Va treballar com a model per a Saks Fifth Avenue. Com a saltadora professional va participar en l'Exposició Universal de Chicago de 1933, on va conèixer al futur marit Edgar Manske, una estrella del futbol americà, amb qui es casà el 1936.
Artista de formació, es dedicà a fer classes d'art durant 20 anys a Walnut Creek, Califòrnia, on també va formar entrenadors de salts.
Fauntz va morir de leucèmia el 30 de maig de 1989. El 1991 va ser inclosa a l'International Swimming Hall of Fame.